# Nikolaikirche (Straßburg)
Koordinaten: 48° 34′ 42″ N, 7° 44′ 54″ O

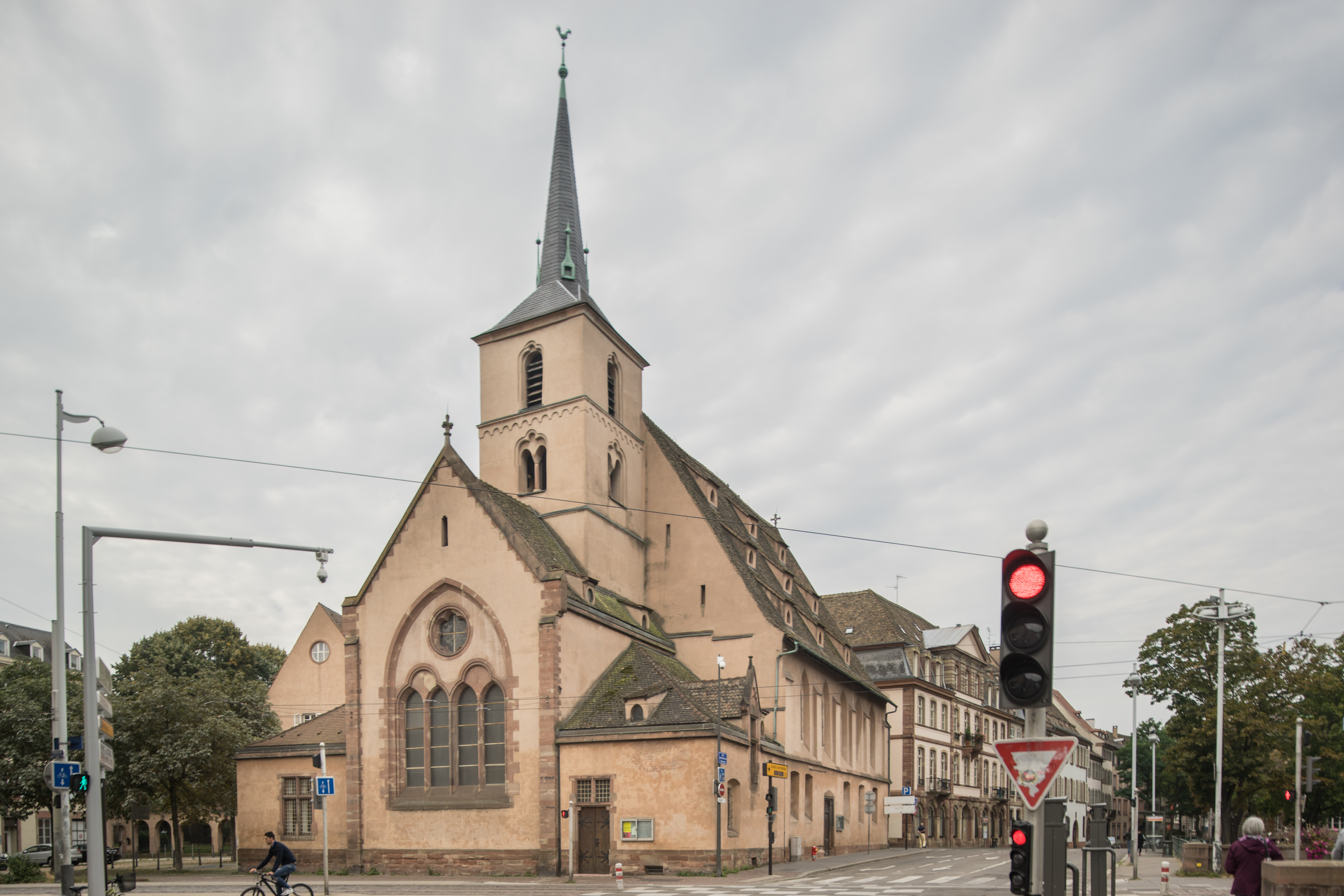
Die Kirche

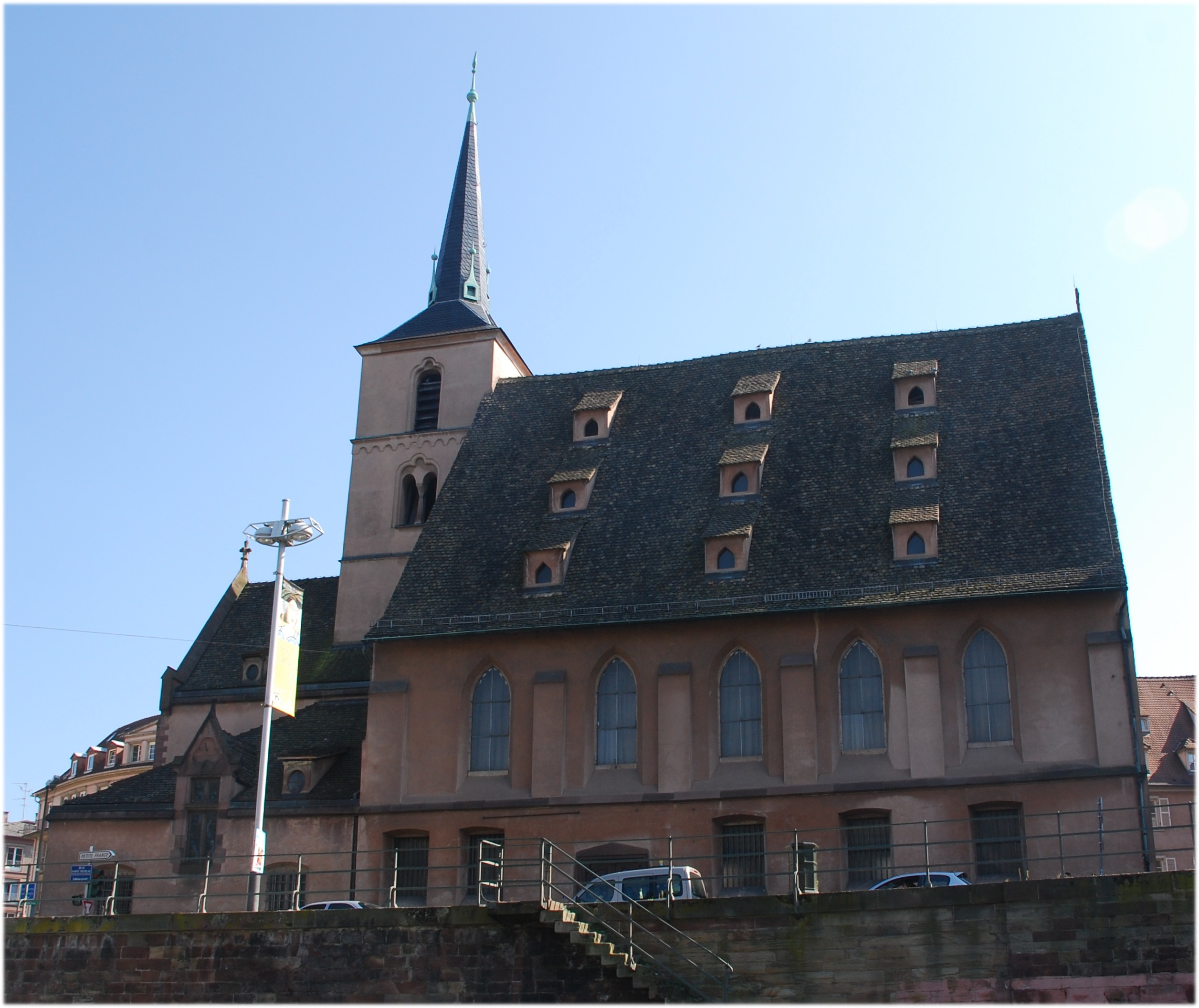
Seitenansicht

Die St. Nikolauskirche bzw. Niklauskirche (in historischen Dokumenten: Kirch St. Nikolaus, zu St. Niclase, St. Niclausbrücke, St. Nikolausstaden, Clausstaden, elsässisch Sankt Klaus, französisch Église Saint-Nicolas) ist eine kleine gotische Kirche in Straßburg. Das Kirchengebäude gehört zur  evangelisch-lutherischen Protestantischen Kirche Augsburgischen Bekenntnisses von Elsass und Lothringen und ist Monument historique unter der Nummer PA00135152.
Johannes Calvin hat an dieser Kirche am 8. September 1538 zum ersten Mal gepredigt und daraufhin Gottesdienste für die kleine französischsprachige Gemeinde (aus Frankreich geflohene Hugenotten) abgehalten.
Albert Schweitzer diente in ihr eine Zeit lang als Vikar. Hier hat er von 1898 bis 1913 und dann noch einmal von 1918 bis 1921 seine bedeutsamen „Straßburger Predigten“ gehalten. Ab 1. Dezember 1899 war er hier Lehrvikar, ab 14. November 1900 ordinierter Vikar. Die Predigten sind erhalten durch die Hand der befreundeten Annie Fischer, der Witwe des Straßburger Professors der Chirurgie und Schwester von Hugo Stinnes. Am 11. April 1908 nahm er als Vikar die Trauung von Theodor Heuss, dem späteren Bundespräsidenten der Bundesrepublik Deutschland, mit Elly Heuss-Knapp vor.

## Geschichte
Die Kirche wurde 1387 bis 1454 an der Stelle eines Vorgängerbaus von 1182 errichtet, der ursprünglich Maria Magdalena gewidmet war. Der Turm mit seinem spitz zulaufenden Helm wurde 1585 aufgesetzt. Im 17. Jahrhundert wurde der Innenraum umgestaltet. 1905 baute Émile Salomon, der Architekt des Temple Neuf, die Ostfassade sowie die Sakristei an.

## Ausstattung
Im bescheidenen Innenraum sind Überreste von Fresken aus dem 15. Jahrhundert zu sehen. Innenwände und Deckengewölbe sind gegenwärtig in einem schlechten Zustand und bedürften einer dringlichen Restaurierung.

## Orgel
Die Orgel der Brüder Gottfried und Andreas Silbermann aus dem Jahre 1707 wurde 1967 demontiert und in den darauffolgenden Jahren unwiderruflich zerstückelt. Das Instrument, das sich noch Anfang des 20. Jahrhunderts trotz mehrfacher Erneuerungen und Umwandlungen eines hervorragenden Rufes erfreute, hatte die zahlreichen Umbauten seit Ende des Ersten Weltkriegs nicht überstanden.
| I Grand Orgue C–g3 |       |
| Bourdon            | 16′   |
| Montre             | 8′    |
| Bourdon            | 8′    |
| Flûte majeure      | 8′    |
| Gemshorn           | 8′    |
| Prestant           | 4′    |
| Flûte harmonique   | 4′    |
| Quinte             | 2 ⁄3′ |
| Doublette          | 2′    |
| Cornet V           |       |
| Plein-jeu III–IV   |       |

| II Positif intérieur C–g3 |        |
| Bourdon                   | 8′     |
| Prestant                  | 4′     |
| Flûte                     | 4′     |
| Nasard                    | 2 ⁄3′  |
| Doublette                 | 2′     |
| Tierce                    | 1 3⁄5′ |
| Larigot                   | 1 ⁄3′  |
| Cymbale III               |        |
| Cromorne                  | 8′     |

| III Récit expressif C–g3 |       |
| Quintaton                | 16′   |
| Bourdon                  | 8′    |
| Flûte harmonique         | 8′    |
| Dulciane                 | 8′    |
| Voix céleste             | 8′    |
| Prestant                 | 4′    |
| Flûte                    | 4′    |
| Quinte                   | 2 ⁄3′ |
| Flûte                    | 2′    |
| Fourniture IV            |       |
| Trompette                | 8′    |
| Basson/Hautbois          | 8′    |

| Pédale C–f1 |     |
| Contrebasse | 16′ |
| Soubasse    | 16′ |
| Octavebasse | 8′  |
| Choralbass  | 4′  |
| Tuba        | 16′ |
| Trompette   | 8′  |
| Clairon     | 4′  |

- Koppeln: II/I, III/I, III 16′/I, III 4′/I, III/II, I/P, II/P, III/P

Seit 1972 dient eine kleine Kastenorgel aus dem mittleren 19. Jahrhundert als Instrument für den Gottesdienst.